# Col de Saint-Benoît
Le col de Saint-Benoît est un col routier des Pyrénées, situé dans le département de l'Aude vers Chalabre en direction de Limoux. Son altitude est de 615 mètres.

## Géographie
Le col se situe sur la commune de Montjardin à l'intersection de la route départementale 620 avec la route départementale D 8001 dite route des crêtes, dans le terroir historique du Quercob, petite région naturelle languedocienne autour de Chalabre et ancien fief mouvant entre Sarvatès et Razès.

## Activités

### Cyclisme
Le col est classé en 3e catégorie pour la montagne lors de la 13e étape du Tour de France 2002 partie de Lavelanet pour Béziers. Laurent Jalabert, alors en tête du classement du meilleur grimpeur, le passe en premier.